# Christian Dauvergne
Christian Dauvergne – francuski kierowca wyścigowy.

## Kariera
W swojej karierze wyścigowej Dauvergne poświęcił się startom w wyścigach samochodów turystycznych oraz w wyścigach samochodów sportowych. W latach 1923-1924, 1926, 1928 Francuz pojawiał się w stawce 24-godzinnego wyścigu Le Mans. W pierwszym sezonie startów stanął na drugim stopniu podium zarówno w klasie 3, jak i w klasyfikacji generalnej. Rok później uplasował się na drugiej pozycji w klasie 2, a na piątym miejscu w klasyfikacji generalnej. W sezonie 1928 Dauvergne odniósł zwycięstwo w klasie 2, plasując się jednocześnie na ósmej pozycji w końcowej klasyfikacji kierowców.